# آنژرو-سودژنسک
شهر آنژرو-سودژنسک (به روسی: Анжеро-Судженск) در کشور روسیه و در اوبلاست کمروو واقع شده‌است.